# Miss Universo 1989
Miss Universo 1989 foi a 38ª edição do concurso, realizada no Fiesta Americana Condesa Hotel, em Cancún, México, em 23 de maio daquele ano. Angela Visser, da Holanda, foi coroada derrotando outras 75 concorrentes de todo mundo.

## Evento
Na época, o balneário mexicano de Cancún estava se consolidando um dos mais famosos pontos turísticos do planeta por suas praias e resorts, sendo assim escolhido pela Organização para sediar a edição daquele ano, a segunda cidade mexicana a receber o concurso. Entretanto, esta edição inaugurou uma sequência produções pífias e um período de decadência do concurso. Em compensação, as paisagens do lugar e as tomadas externas foram consideradas as melhores, devido à beleza natural da cidade.
Setenta e seis países participarem do concurso, que pela primeira vez viu a apresentação das candidatas ser feita por regiões geográficas do mundo na Parada das Nações. Alguns fatos decorrentes da edição foram a Miss França Stephanie Zlotkowski, ser mandada de volta para casa por ser menor de idade, Juliette Powell ser a primeira Miss Canadá negra e Andrea Steltzer, sul-africana de origem alemã, depois de impedida de participar pelo boicote à África do Sul,participou do certame alemão e acabou ganhado.
Esta foi a última vez que a Europa apresentou um grupo forte de candidatas este ano e entre as favoritas do público e da imprensa estavam as Miss Suécia, Alemanha, Espanha, Holanda, Suíça, Irlanda,da Oceania vinha a Miss Austrália, a Miss USA Gretchen Polhemus, quinta Miss Texas consecutiva a ser eleita Miss EUA, e duas latino-americanas, Miss México Adriana Abascal e a Miss Brasil Flávia Cavalcanti, que acabou ganhando o prêmio de Melhor Traje Típico.
Pouco antes do anúncio do Top 10, o público de mais de 300 milhões de pessoas ao redor do mundo assistiu a um momento histórico pela televisão, que mostrou a primeira eleição na história de uma Miss União Soviética, ocorrida dias antes. A vencedora, que não foi coroada a tempo de participar do Miss Universo, apareceu na transmissão internacional desejando boa sorte às colegas e desejando que em breve seu país pudesse participar do concurso.
As dez finalistas foram as misses Alemanha, Chile, Jamaica, Venezuela, Holanda, Suécia, Polônia, Finlândia, México e Estados Unidos, cinco européias entre elas. À medida que os desfiles da semifinal progrediam, ficava claro que Angela Visser ia se tornando a favorita da competição. Osmel Souza, presidente do Miss Venezuela e o principal missólogo do mundo, declarou que assim que viu Angela em Cancún sabia que ela ia vencer e que "era a mais bonita de todas, sem nenhuma dúvida".
Visser, México, Polônia, Suécia e EUA, formaram o Top 5. Ao contrário dos anos anteriores não houve a pergunta final às candidatas e as notas que foram dadas pelos juízes foram de 1 a 5, sendo que a candidata que acumulasse mais pontos seria eleita a nova Miss Universo. Angela Visser, que no ano anterior não conseguiu passar das eliminatórias do Miss Mundo, foi eleita a primeira e até hoje única Miss Universo de seu país.
Depois de entregar seu título à norueguesa Mona Grudt no ano seguinte, Angela fez carreira em pequenos papéis na televisão americana, e nos anos 1990 participou de seriados de tv como SOS Malibu, Beverly Hills, 90210 e Friends.

## Resultados

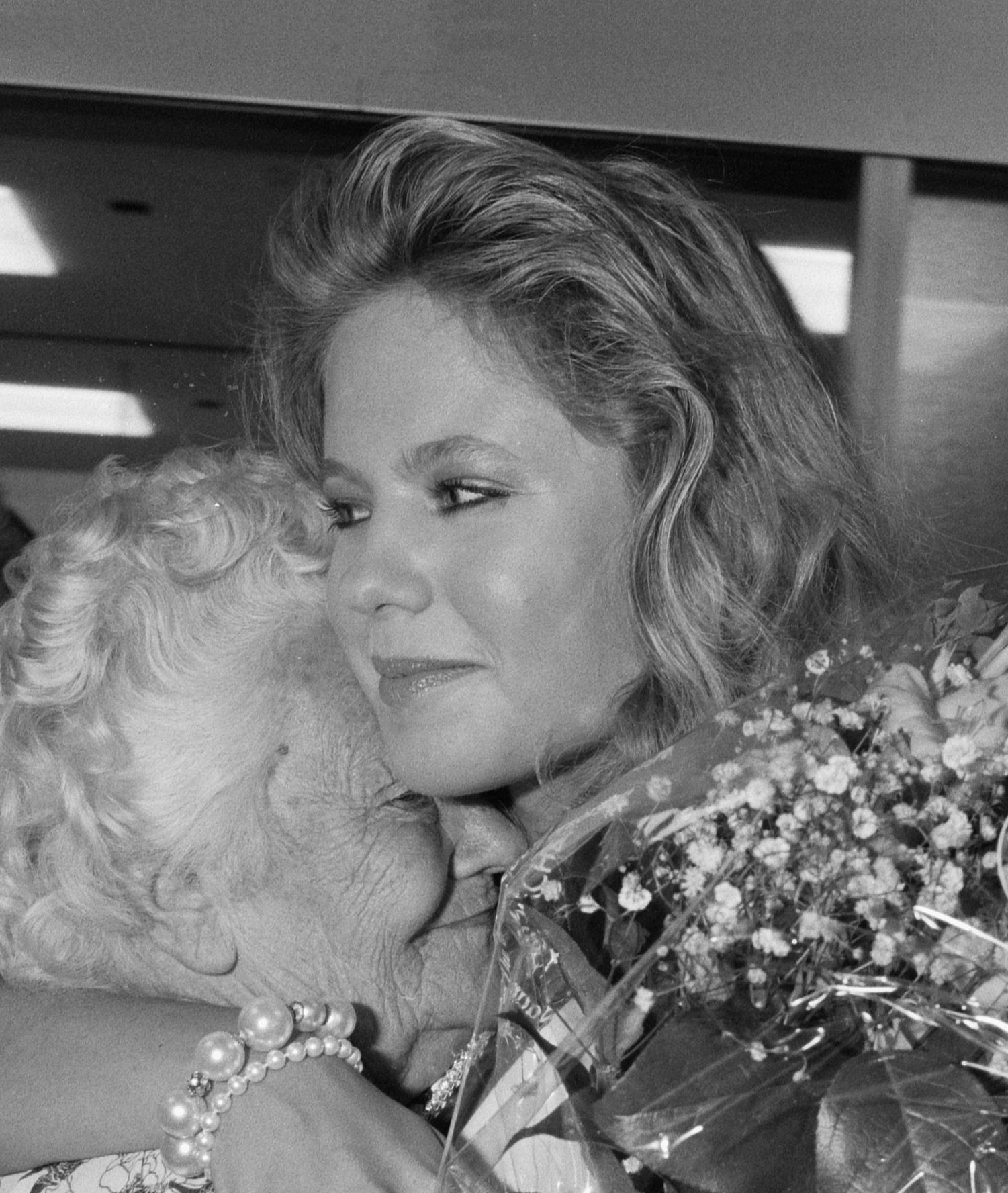
Angela Visser, Miss Universo 1989, recebida pela avó na chegada a Amsterdã após o título.

| Colocação                | Candidata                                                                     | País                                               |
| ------------------------ | ----------------------------------------------------------------------------- | -------------------------------------------------- |
| Miss Universo 1989       | Angela Visser                                                                 | Holanda                                            |
| 2º lugar                 | Louise Drevenstam                                                             | Suécia                                             |
| 3º lugar                 | Gretchen Polhemus                                                             | Estados Unidos                                     |
| 4º lugar                 | Joanna Gapinska                                                               | Polônia                                            |
| 5º lugar                 | Adriana Abascal                                                               | México                                             |
| Semifinalistas (Top 10): | Andrea Stelzer María Mina Garachena Aasa Lovdahl Sandra Foster Eva Larsdotter | Alemanha · Chile · Finlândia · Jamaica · Venezuela |
| Premiações especiais     |                                                                               |                                                    |
| Miss Simpatia            | Sharon Simons                                                                 | Turks e Caicos                                     |
| Miss Fotogenia           | Karen Wenden                                                                  | Austrália                                          |
| Melhor Traje Típico      | Flávia Cavalcanti                                                             | Brasil                                             |

## Jurados
Onze personalidades internacionais compuseram o painel de jurados desta edição:
- Brenda Dykgraaf – campeã americana de ginástica aeróbica.
- Phil Richards – maquiador.
- Jacqueline Briskin –  escritora americana especializada em ficção histórica.
- José Eber – cabeleireiro francês.
- Rosalynn Sumners –  patinadora artística americana olímpica medalhista de prata e campeã nacional.
- Michael Warren –  ator americano de TV e ex-jogador de basquete universitário.
- Josie Natori –  estilistar filipina e CEO e fundadora da The Natori Company.
- Giuseppe Della Schiava – Editor e publisher da Harper's Bazaar Italia.
- Jane Feinberg – diretora de elenco.
- Sy Weintraub – Ex-presidente da Columbia Pictures.
- Emmanuel – cantor.

## Candidatas
Em negrito, a candidata eleita Miss Universo 1989. Em itálico, as semifinalistas.
| - Alemanha - Andrea Steltzer (SF) - Argentina - Luisa Norbis - Aruba - Karina Felix - Austrália - Karen Wenden (MF) - Áustria - Bettina Berghold - Bahamas - Tasha Ramirez - Bélgica - Anne de Baetzelier - Belize - Andrea Sherman McKoy - Bermudas - Cornelia Furbert - Bolívia - Raquel Cors Ulloa - Brasil - Flávia Cavalcanti Rebelo (TT) - Canadá - Juliette Powell - Chile - María Macarena Mina Garachena (SF) - Cingapura - Pauline Chong - Colômbia - María Teresa Egurrola Hinojosa - Coreia do Sul - Sung-young Kim - Costa Rica - Luana Freer Bustamante - Curaçao - Anna Mosteiro - Dinamarca - Louise Mejlhede - Egito - Saly Ata - El Salvador - Beatriz Lopez Rodriguez - Equador - María Eugenia Molina - Escócia - Victoria Susannah Lace - Espanha - Eva Pedrazza - Estados Unidos - Gretchen Polhemus (3°) - Filipinas - Sarah Jane Paez - Finlândia - Aasa Maria Lovdahl (SF) - França - Pascale Meotti - Gibraltar - Tatiana Desiosa - Grécia - Kristiana Latani - Gronelândia - Naja-Rie Sorensen - Guam - Janice Santos - Guatemala - Helka Cuevas (2° TT) - Haiti - Glaphyra Jean-Louis - Países Baixos - Angela Visser (1°) - Honduras - Frances Siryl Milla - Hong Kong - Cynthia Yuk Lui Cheung - Ilhas Caimã - Carol Ann Balls | - Ilhas Virgens Americanas - Nathalie Lynch - Ilhas Virgens Britânicas - Viola Joseph - Índia - Dolly Minhas - Inglaterra - Raquel Marie Jory - Irlanda - Collette Jackson - Islândia - Guðbjorg Gissurardóttir - Israel - Nicole Halperin - Itália - Christiana Bertasi - Jamaica - Sandra Foster (SF) - Japão - Eri Tashiro - Luxemburgo - Chris Scott - Malásia - Carmen Cheah Swee - Malta - Sylvana Sammut Pandolfino - Marianas Setentrionais - Soreen Villanueva - Ilhas Maurícias - Jacky Randabel - México - Adriana Abascal (5°) - Nigéria - Bianca Onoh - Noruega - Lene Ornhoft - Nova Zelândia - Shelley Soffe - País de Gales - Andrea Caroline Jones - Paraguai - Ana Victoria Schaerer - Peru - Mariana Sovero - Polónia - Joanna Gapinska (4°) - Porto Rico - Catalina Villar - Portugal - Ana Francisca Sobrinho - República da China - Chen Yen Ping - República Dominicana - Anny Canaán Camido - São Vicente - Camille Samuels - Sri Lanka - Veronica Ruston - Suécia - Louise Drevenstam (2°) - Suíça - Karina Berger - Suriname - Consuela Cruden - Tailândia - Yonglada Ronghanam (3° TT) - Trinidad e Tobago - Guenevere Helen Keishall - Turcas e Caicos - Sharon Simons (MS) - Turquia - Jasmine Baradan - Uruguai - Carolina Pies Riet - Venezuela - Eva Lisa Larsdotter Ljung (SF) |